# Zarratón
Zarratón es un municipio y población de la comunidad autónoma de La Rioja (España). Se sitúa en el noroeste de la provincia. Depende del partido judicial de Haro.

## Toponimia
En numerosos documentos de la Edad Media se escribe Çerratón. Por eso su etimología se explica desde el sustantivo castellano cerro y  que lo derivan de zarra (que significa 'viejo') y ton ('muy o mucho').

## Geografía
Integrado en la comarca de Rioja Alta, se sitúa a 48 kilómetros de Logroño. El término municipal está atravesado por un pequeño tramo de la carretera N-232, en el pK 451, por las carreteras provinciales LR-203, que conecta con Haro y Cidamón, y LR-207, que permite la comunicación con Rodezno y Alesanco, y por una carretera local que se dirige a Casalarreina. El relieve es predominantemente llano, con algunas elevaciones aisladas. La altitud oscila entre los 599 metros al sur (La Mesa) y los 510 metros a orillas del río Zamaca. Destacan las mesetas Picazábal (563 metros) al norte y Galzarra al sureste (589 metros). El pueblo se alza a 563 metros sobre el nivel del mar. 
| Noroeste: Casalarreina                  | Norte: Casalarreina y Haro | Noreste: Rodezno |
| Oeste: Tirgo y Castañares de Rioja      |                            | Este: Rodezno    |
| Suroeste: Castañares de Rioja y Cidamón | Sur: Cidamón               | Sureste: Rodezno |

## Historia

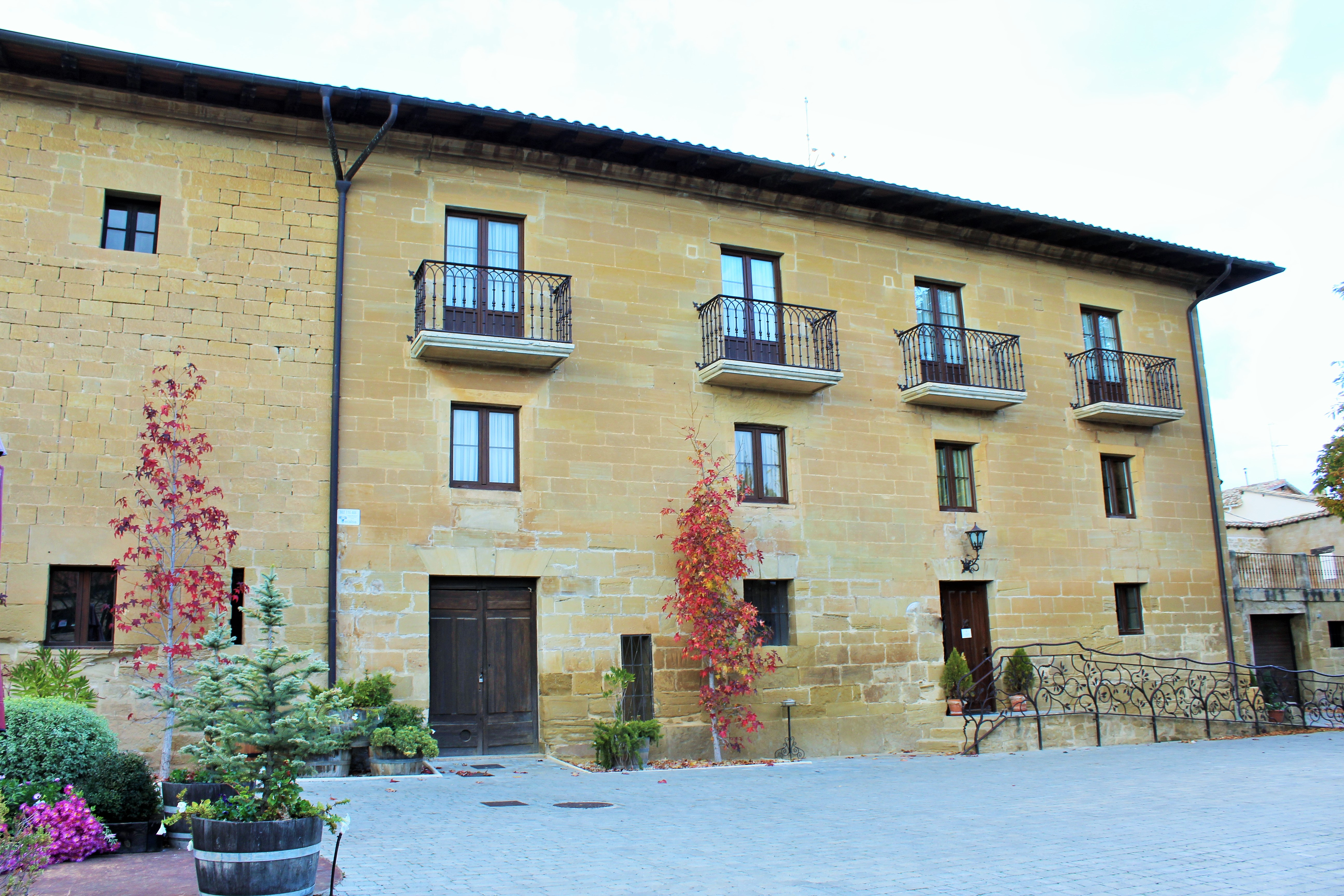
Palacio de Casafuerte

Aparece en documentos del siglo XII en los que se realizaban distintas donaciones a los monasterios de San Millán de la Cogolla y Santo Domingo de la Calzada.
Fue villa realenga y en ella nadie ejercía señorío.
Antaño tuvo un recinto fortificado probablemente en el sitio que hoy ocupa el restaurante Palacio de Casafuerte, a la postre antiguo palacio de los condes de Casafuerte.
Perteneció a los marqueses de Mortara alrededor del siglo XVII.

## Geografía humana

### Demografía
Cuenta con una población de 255 habitantes (INE 2024).

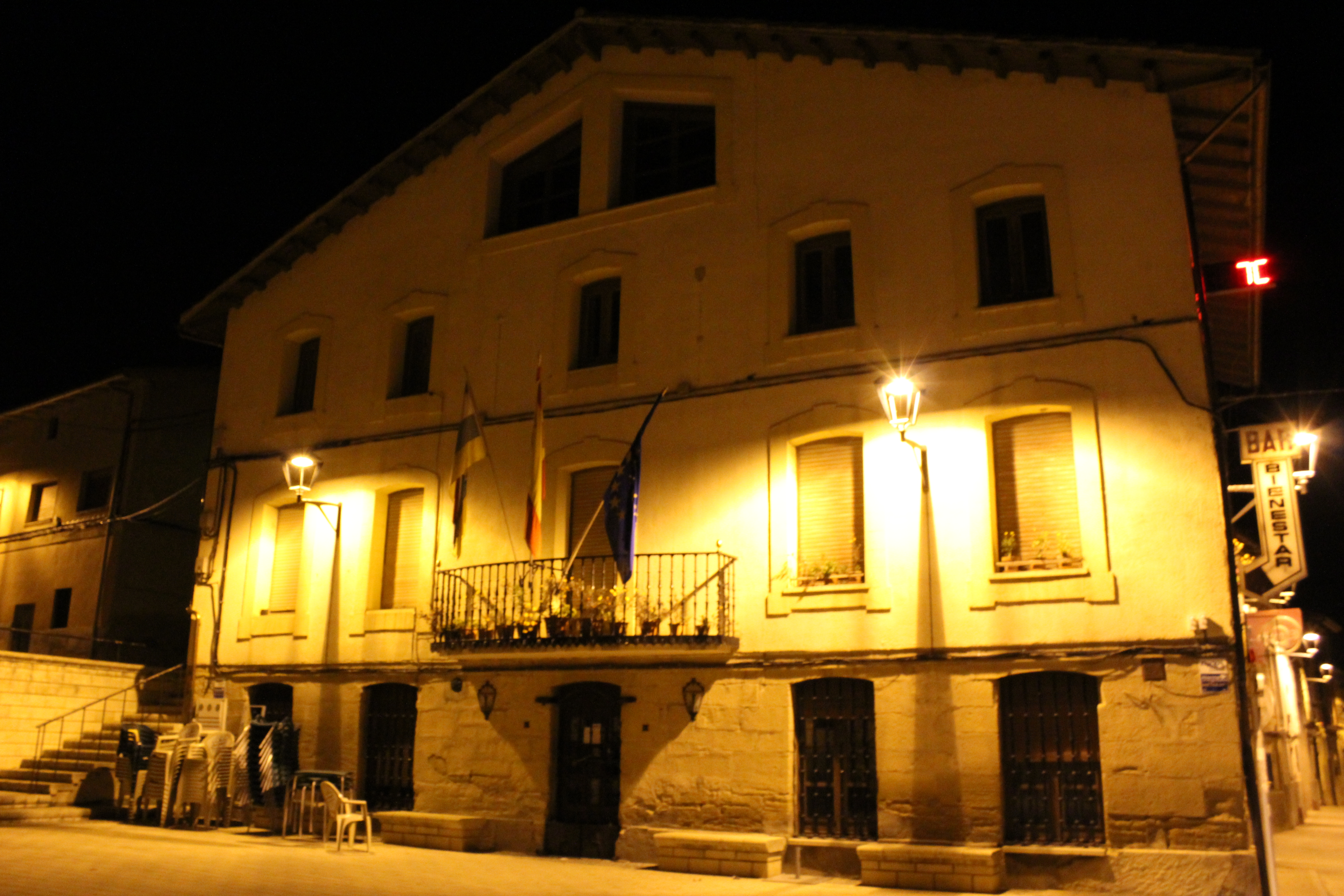
Vista nocturna de la casa consistorial

| Gráfica de evolución demográfica de Zarratón entre 1842 y 2021                                                        |
| |
| Población de derecho según los censos de población del INE. Población de hecho según los censos de población del INE. |

## Economía

### Evolución de la deuda viva
El concepto de deuda viva contempla solo las deudas con cajas y bancos relativas a créditos financieros, valores de renta fija y préstamos o créditos transferidos a terceros, excluyéndose, por tanto, la deuda comercial.
| Gráfica de evolución de la deuda viva del ayuntamiento entre 2008 y 2014                             |
| |
| Deuda viva del ayuntamiento en miles de Euros según datos del Ministerio de Hacienda y Ad. Públicas. |

La deuda viva municipal por habitante en 2014 ascendía a 890,91 €.

## Monumentos

### Iglesia Parroquial de la Asunción
Del siglo XIII. A tener en cuenta su pórtico gótico flamígero del siglo XV.

### Ermitas
- de San Martín
- de San Miguel
- de San Blas: todavía en pie
- de San Lázaro
- de San Andrés: todavía en pie, fue sede de la cofradía de la Veracruz.
- de Santiago
- de Nuestra Señora de la Esclavitud

### Palacio de los Condes de Casafuerte
El edificio central está datado en el catálogo municipal como del siglo XVI, si bien basándose en leyendas y en tradición oral, se dice que tiene sus vestigios en el siglo XIII.

## Fiestas Locales
Sus danzas son de las más antiguas de La Rioja.

### Fiestas de febrero
Del 3 al 5 de febrero.
- El 3 de febrero, festividad de San Blas, patrón de Zarratón, se realiza una procesión en honor del Santo, con danzas del grupo de danzas municipal La Morenita. Es típico degustar este día tortas y rosco.

### Fiestas de agosto
Del 15 al 16 de agosto. 
- El 15 de agosto, festividad de Nuestra Señora de la Asunción.
- El 16 de agosto, festividad de San Roque. Es tradicional que los danzadores vayan acompañando al gentío a la entrada a misa desde las tres puertas del recinto amurallado de la plaza de la iglesia, hasta la puerta de esta. Tras la misa se realiza una procesión donde se danzan los troqueados.

## Personajes históricos y notables
- Eliseo Pinedo López (2 de diciembre de 1908 - 24 de noviembre de 1969) músico, compositor y maestro de música.[6]